# أبرشية بيروت وجبيل للروم الملكيين الكاثوليك
أبرشيّة بيروت وجبيل للروم الملَكيِّين الكاثوليك هي أبرشية حضرية لكنيسة الروم الملكيين الكاثوليك منذ عام 1881، وهي كنيسة كاثوليكية شرقية بالاشتراك مع الكنيسة الكاثوليكية الرومانية، تقع في لبنان وتشمل مدينتي بيروت وجبيل، وتعتبر أكبر أبرشية ملكية في الشرق الأوسط من حيث عدد السكان، انتُخب الأبرش الحالي سيريل سالم بوستروس في عام 2011.

## الإقليم والإحصاءات
تشمل أراضي الأبرشية العاصمة اللبنانية بيروت وضواحيها، وغالبية محافظة جبل لبنان (إلى الشمال أنطلياس، وجونيه، وجبيل، إلى الشرق بعبدا، وبرمانا، وبكفيا) وجنوبا جزء من منطقة الشوف. ويقدر عدد سكانها بحوالي 200,000 من الملكيين في عام 2012.
الكاتدرائية مخصصة للقديس إلياس وتقع رؤيتها في بيروت. وتشمل 129 كاهناً و 118 رجل دين و 178 امرأة دينية و 121 أبرشية.

## التاريخ
تعتبر أبرشية بيروت من العصور البيزنطية، وقد ارتقت إلى رتبة أبرشية مع مجمع خلقيدونية في القرن الخامس.
تأسست أبرشية بيروت الكاثوليكية اليونانية رسميًا في عام 1724، بعد أن تم تقسيم بطريرك أنطاكية إلى فرعين، الكنيسة الأرثوذكسية اليونانية والكاثوليكية اليونانية (أو الملكيين).
في 1701 أرسل أسقف بيروت اليوناني سيلفستر دهان إلى روما اعتراف الإيمان الكاثوليكي وتم تجديده في العام التالي. وفي تلك السنوات حصلت فيها الكاثوليكية على تقدم كبير في صفوف الإغريق في مدن الساحل اللبناني، حيث كان هناك ترسخ أكثر لوجود مسيحيين من الطقوس البيزنطية، وذلك بفضل العمل التبشيري لليسوعيين والكابوشيين..

## قائمة الأساقفة
- أثناسيوس دهان، (1736 عين - 24 ديسمبر 1761)
- باسل يلغاف (1763 عين - 1778 توفي)
- اغناطيوس سروف (1778 عين - 21 فبراير 1812)
- ثيودوسيوس بدرا (توفي عام 1814 - 2 نوفمبر 1822)
- اغناطيوس دهان (1822 عين - 1828 توفي)
- أغابيوس رياشي، (20 أبريل 1828 - توفي عام 1878)
- ملتيوس فاكاك، (9 أغسطس 1881 - توفي 14 يوليو 1904)
- أثناسيوس ساويا (توفي ديسمبر 1904 - توفي 6 أبريل 1919)
- باسل كاتان، (11 فبراير 1921 عين - 5 أغسطس 1933 استقال)
- مكسيموس صايغ (30 أغسطس 1933 عين - 21 يونيو 1948)
- فيليب نبع (17 سبتمبر 1948 - توفي 11 سبتمبر 1967)
- غريغوار حداد (9 سبتمبر 1968 عُين - 19 أغسطس 1975)
- حبيب باشا (توفي 23 أغسطس 1975 - توفي 23 نوفمبر 1999)
- جوزيف كلاس (تم تعيين 15 يناير 2000 - 25 مايو 2010)
- Cyril Salim Bustros، SMSP، (منذ 15 يونيو 2011)

## روابط خارجية
- دخول هرمية كاثوليكية في أبرشية بيروت
- booksnow2.scholarsportal.info
- books.google.it
- gcatholic.org